# Uropterygiinae
Az Uropterygiinae a sugarasúszójú halak (Actinopterygii) osztályának angolnaalakúak (Anguilliformes) rendjébe, ezen belül a murénafélék (Muraenidae) családjába tartozó alcsalád.

## Rendszerezése
Az alcsaládba 5 nem és 36 faj tartozik:
- Anarchias Bloch, 1795 – 11 faj
- Channomuraena Richardson, 1848 – 2 faj
- Cirrimaxilla (Chen & Shao, 1995) – 1 faj
  - Cirrimaxilla formosa Chen & Shao, 1995
- Scuticaria (Jordan & (Snyder, 1901) – 2 faj
- Uropterygius Bloch, 1795 – 20 faj